# Васмак (Тафреш)
Васмак (перс. وسمق) — село в Ірані, у дегестані Рудбар, у Центральному бахші, шагрестані Тафреш остану Марказі. За даними перепису 2006 року, його населення становило 175 осіб, що проживали у складі 49 сімей.

## Клімат
Середня річна температура становить 13,54 °C, середня максимальна – 32,28 °C, а середня мінімальна – -9,32 °C. Середня річна кількість опадів – 272 мм.
| Клімат поселення                              | Клімат поселення | Клімат поселення | Клімат поселення | Клімат поселення | Клімат поселення | Клімат поселення | Клімат поселення | Клімат поселення | Клімат поселення | Клімат поселення | Клімат поселення | Клімат поселення | Клімат поселення |
| Показник                                      | Січ.             | Лют.             | Бер.             | Квіт.            | Трав.            | Черв.            | Лип.             | Серп.            | Вер.             | Жовт.            | Лист.            | Груд.            |                  |
| Середній максимум, °C                         | 8,18             | 10,26            | 15,74            | 22,40            | 26,74            | 31,70            | 32,28            | 31,34            | 27,23            | 21,60            | 14,87            | 8,76             |                  |
| Середня температура, °C                       | −0,57            | 1,51             | 6,98             | 13,64            | 17,98            | 22,96            | 26,25            | 25,31            | 21,22            | 15,58            | 8,85             | 2,75             |                  |
| Середній мінімум, °C                          | −9,32            | −7,24            | −1,78            | 4,88             | 9,24             | 14,21            | 20,24            | 19,30            | 15,20            | 9,56             | 2,82             | −3,27            |                  |
| Норма опадів, мм                              | 39               | 36               | 48               | 37               | 30               | 5                | 1                | 1                | 0                | 12               | 24               | 39               |                  |
| Середньомісячна швидкість вітру, м/с          | 2.10             | 2.06             | 3.20             | 3.34             | 2.88             | 2.66             | 2.84             | 2.62             | 2.33             | 2.28             | 1.96             | 1.47             |                  |
| Середньомісячна сонячна радіація, кДж/м²·день | 8684             | 11811            | 14355            | 17946            | 22012            | 26582            | 25931            | 23770            | 20373            | 14883            | 10701            | 8656             |                  |
| --------------------------------------------- | ---------------- | ---------------- | ---------------- | ---------------- | ---------------- | ---------------- | ---------------- | ---------------- | ---------------- | ---------------- | ---------------- | ---------------- | ---------------- |
| Джерело:                                      |                  |                  |                  |                  |                  |                  |                  |                  |                  |                  |                  |                  |                  |